# Christoffer Andersson
Christoffer Tobias Andersson (født 22. oktober 1978 i Nybro, Sverige) er en svensk tidligere fodboldspiller (forsvarer/midtbane).
Andersson spillede størstedelen af sin karriere i hjemlandet hos Helsingborgs IF. Han repræsenterede klubben af tre omgange, i sammenlagt 14 år, og var med til at vinde to svenske mesterskaber og tre pokaltitler. Han havde også udlandsophold i både Lillestrøm i Norge samt Hannover 96 i den tyske Bundesliga.
Andersson spillede desuden 24 kampe for Sveriges landshold. Han debuterede for holdet i en venskabskamp mod Danmark 31. januar 2000, mens hans sidste landskamp var et opgør mod Irland 1. marts 2006.

## Titler
Allsvenskan
- 1998 og 2011 med Helsingborgs IF

Svenska Cupen
- 1998, 2010 og 2011 med Helsingborgs IF

Svenska Supercupen
- 2011 og 2012 med Helsingborgs IF